# Marc Pickering
Pour les articles homonymes, voir Pickering (homonymie).
Marc Pickering est un acteur britannique, né le 5 juin 1985 à Kingston-upon-Hull, dans le Yorkshire de l'Est (Angleterre).

## Biographie
Il a intégré le National Youth Music Theatre à l'âge de huit ans et est surtout connu pour son rôle dans le film Sleepy Hollow. Il a également joué dans plusieurs pièces de théâtre et comédies musicales. 

## Filmographie
- 1999 : Sleepy Hollow : Jeune Masbath
- 2003 : Calendar Girls : Gaz
- 2006 : Cashback : Brian « Kung-Fu »
- 2006 : Inspecteurs associés (Dalziel and Pascoe) (série télévisée, 2 épisodes) : Sammy Hogarth
- 2011 : The Task : Randall
- 2012 : Les Misérables : Montparnasse
- 2013 : Sorcières, mais pas trop ! (Which is Witch?) (série télévisée) : Hugh
- 2014 : Borgia (série télévisée, 6 épisodes) : Ippolito d'Este
- 2014 : Boardwalk Empire (série télévisée, 4 épisodes) : Nucky Thompson jeune